# Municipio de Kolašin
El Municipio de Kolašin (montenegrino: Општина Колашин) es uno de los veintitrés municipios en los que se encuentra dividida la República de Montenegro. Su capital y ciudad más importante es la localidad de Kolašin.

## Geografía
El municipio se encuentra localizado en la zona central de la República de Montenegro y limita al norte con el Municipio de Mojkovac, al sur con los municipios de Podgorica, Danilovgrad y Nikšić, al este con el Municipio de Andrijevica y el Municipio de Berane y al oeste con el Municipio de Šavnik.

## Demografía
El municipio tenía una población de 8.380 personas según el censo del año 2011, de las cuales 3.011 habitaban en la ciudad de Kolašin, que se situaba así como localidad más poblada. La siguiente población en número de habitantes era la pequeña localidad de Smailagića, que contaba con 937 habitantes.
Según el censo de 1991, antes de la disolución de Yugoslavia, la distribución étnica era la siguiente:
- Montenegrinos (93.16%)
- Serbios (4.34%)

En el censo de 2003 la distribución étnica era la siguiente:
- Montenegrinos (50.65%)
- Serbios (44.77%)

Población de Kolašin:
- 3 de marzo de 1981 - 2.439 habitantes
- 3 de marzo de 1991 - 2.807 habitantes
- 1 de noviembre de 2003 - 2.989 habitantes